# Kitkajärvi
Le lac Kitkajärvi (finnois : Kitkajärvi) ou Kitka est un lac situé dans les municipalités de Posio et de Kuusamo en Finlande,.

## Présentation
Le lac a une superficie de 285,81 kilomètres carrés et une altitude de 240,4 mètres.
Le lac est composé de deux parties, Yli-Kitka et Ala-Kitka, qui sont reliées par le détroit Kilkilösalmi à Kuusamo. 
Yli-Kitka couvre une superficie de 237,31 kilomètres carrés. 
Ala-Kitka couvre une superficie de 48,50 kilomètres carrés. 
Le lac Posiojärvi est relié à Yli-Kitka à son extrémité nord-ouest.